# Anoplotrupes stercorosus
Espèce

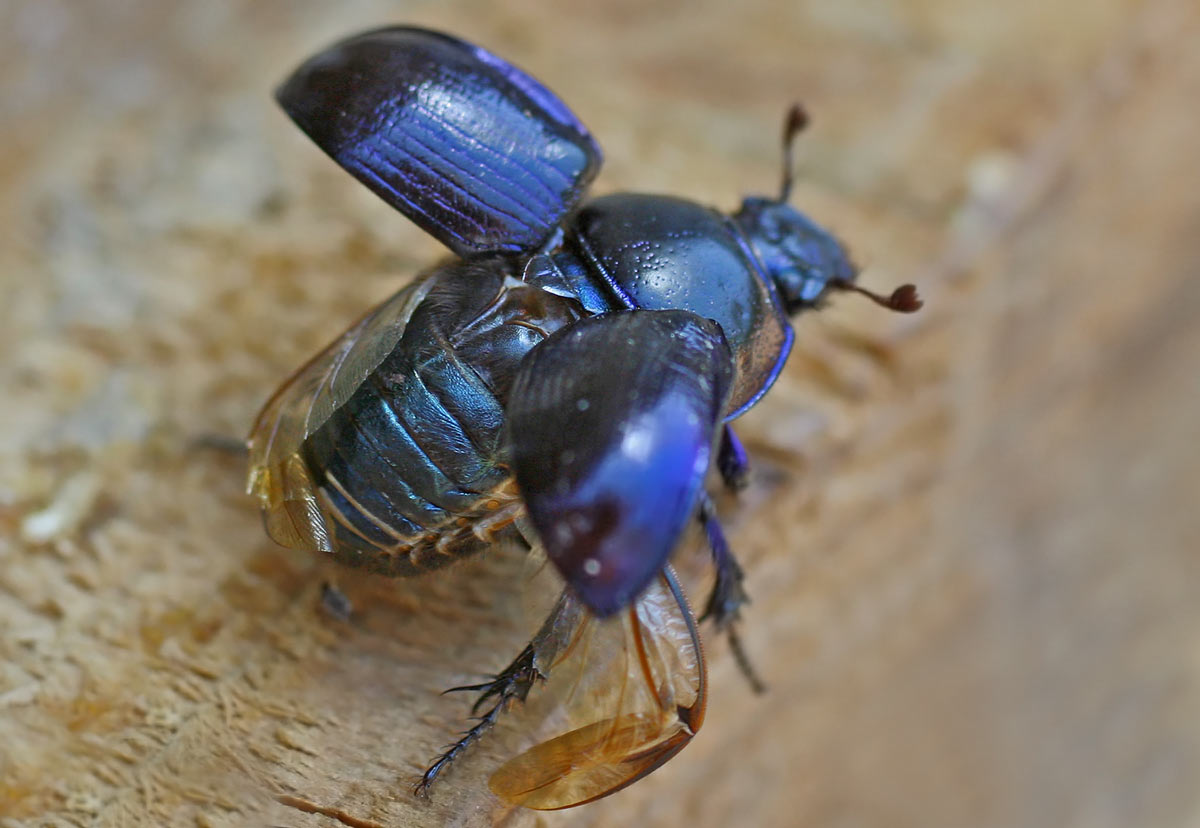
Géotrupe des bois prenant son envol.

Anoplotrupes stercorosus, le Géotrupe des bois, Géotrupe forestier ou Bousier commun, est une espèce d'insectes de l'ordre des coléoptères, de la famille des Geotrupidae, de la sous-famille des Geotrupinae et du genre Anoplotrupes

## Distribution
Il est présent dans la zone paléartique (Europe occidentale, centrale et du Nord, Espagne, Italie, Yougoslavie, Grèce, Bulgarie, Turquie). En France métropolitaine, cette espèce commune dans les forêts de feuillus a notamment été recensée en 2008 dans le Nord-Pas-de-Calais (absent de Corse). 

## Synonymie
Selon BioLib (26 août 2014) : 
- Geotrupes erythropterus Trella, 1937
- Geotrupes inaequalis Faldermann, 1835
- Geotrupes monticola Heer, 1841
- Geotrupes picipennis Fleischer, 1925
- Geotrupes rugosissimus Fleischer, 1925
- Geotrupes stercorosus
- Geotrupes sylvaticus Panzer, 1798
- Geotrupes viturati Pic, 1926
- Scarabaeus stercorosus Scriba, 1791
- Geotrupes prusicus Czwalina, 1884

Selon Catalogue of Life (26 août 2014) :
- Geotrupes amoethysticus Mulsant, 1842
- Geotrupes fauconneti Pic, 1926
- Geotrupes juvenilis Mulsant, 1842
- Geotrupes nigrinus Mulsant, 1842
- Geotrupes violaceus Dallatorre, 1879

## Comportement

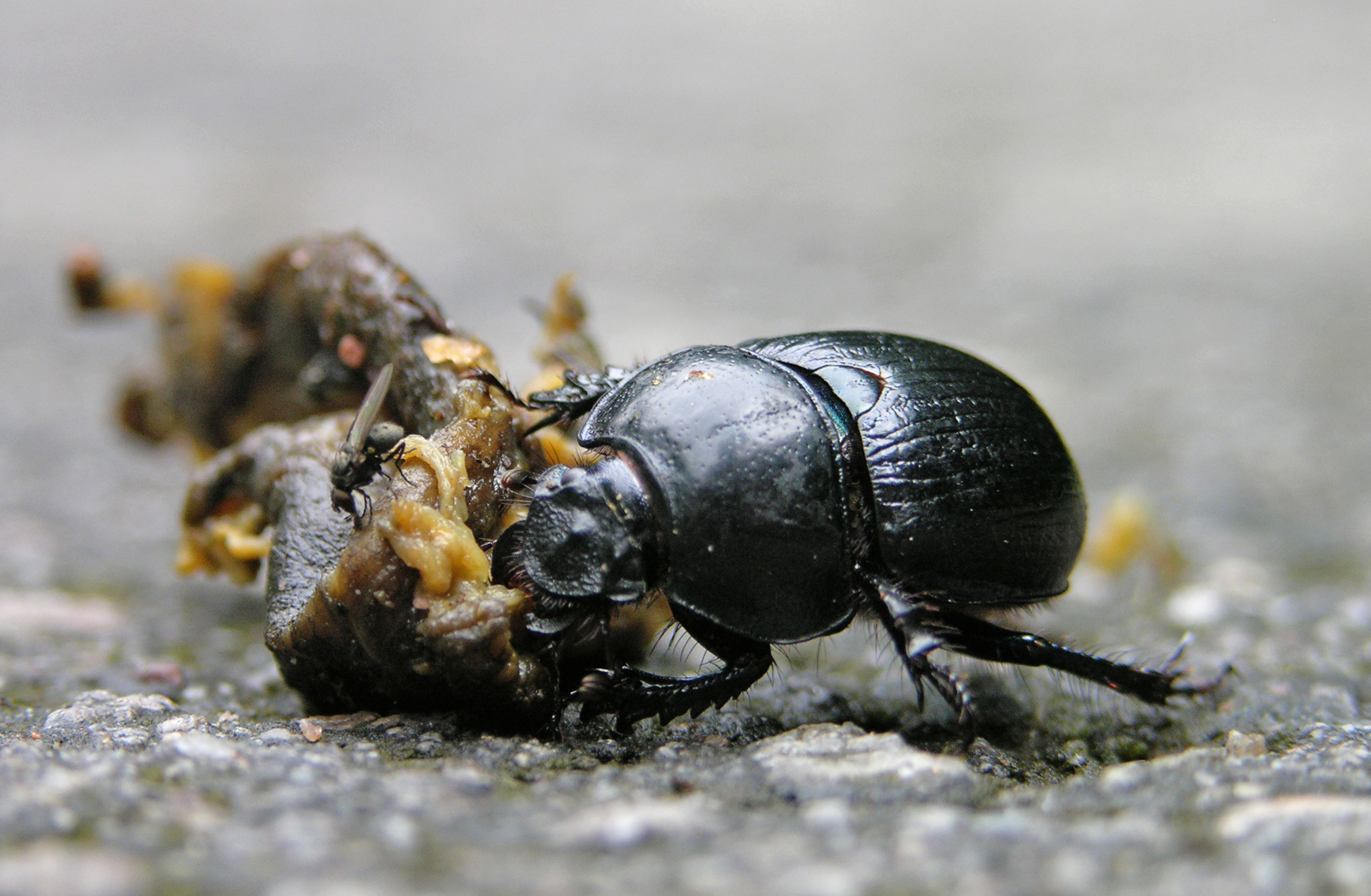
Un géotrupe des bois et une mouche dévorant un escargot mort.

On peut l'observer déambulant lourdement dans les layons forestiers où il est souvent victime de la semelle des marcheurs ou des pneus des véhicules.
Dérangé, il émet une stridulation à peine audible (il faut l'approcher de l'oreille pour percevoir une émission de crissements rapides et très faibles).

## Espèce proche
Geotrupes stercorarius présente 3 carènes du côté externe du tibia de la 3e paire de pattes tandis que Anoplotrupes stercorosus en présente 2 (loupe bien utile). 